# Valerij Abramov
Valerij Abramov (Ercevo, 22 agosto 1956 – Mosca, 14 settembre 2016) è stato un mezzofondista sovietico.

## Biografia
Stabilì il record nazionale sui 5 000 metri piani a Rieti il 9 settembre 1981 con il tempo di 13'11"99.
Nel corso della sua carriera vinse il Trofeo Sant'Agata per tre edizioni di seguito dal 1981 al 1983, precedendo nel 1981 Antonio Erotavo, nel 1982 Venanzio Ortis e nel 1983 Salvatore Antibo. 

## Palmarès
| Anno | Manifestazione            | Sede     | Evento | Risultato | Prestazione | Note |
| ---- | ------------------------- | -------- | ------ | --------- | ----------- | ---- |
| 1981 | Campionati europei indoor | Grenoble | 3º     | 2860 m    |             |      |
| 1982 | Campionati europei indoor | Milano   | 3º     | 3000 m    |             |      |
| 1982 | Campionati europei        | Atene    | 6º     | 5000 m    |             |      |
| 1983 | Campionati europei indoor | Budapest | 2º     | 3000 m    |             |      |
| 1983 | Campionati mondiali       | Helsinki | 11º    | 5000 m    |             |      |
| 1984 | Giochi dell'amicizia      | Mosca    | 1º     | 10000 m   | 27:55.16    |      |

## Altre competizioni internazionali
1979
- Argento in Coppa del mondo ( Montréal), 5000 m piani - 13'37"6

1981
- 4º in Coppa del mondo ( Roma), 5000 m piani - 14'09"85
- Oro al Trofeo Sant'Agata ( Catania)

1982
- Oro al Trofeo Sant'Agata ( Catania)

1983
- Oro al Trofeo Sant'Agata ( Catania)